# Lobophora nigra
Lobophora nigra är en fjärilsart som beskrevs av Warnecke 1938. Lobophora nigra ingår i släktet Lobophora och familjen mätare. Inga underarter finns listade i Catalogue of Life.